# SE.4300
L'SE.4300 era un missile a propellente liquido di tipo SAM (Surface-to-Air-Missile, missile superficie-aria) sviluppato dalla Francia e basato sul razzo tedesco Rheintochter.
L'entrata in servizio (dispiegamento operativo) era prevista per il 1957, ma il programma venne cancellato nel 1950. Le unità prodotte furono impiegate ad uso sperimentale ed addestrativo.